# كأس سوبر أبطال الانتركونتيننتال 1968
كأس سوبر أبطال الانتركونتيننتال 1968 (بالإنجليزية: 1968 Intercontinental Supercup)‏ كانت النسخة الأولى من كأس سوبر أبطال الانتركونتيننتال، مباراة بين الفائزين السابقين في أوروبا وأمريكا الجنوبية بكأس الإنتركونتيننتال. وأقيمت مباراة الذهاب والإياب بين إنتر ميلان الإيطالي ونادي سانتوس البرازيلي. انتهت المباراة الأولى بين إنتر ميلان وسانتوس بفوز سانتوس على إنتر 1–0 في سان سيرو في ميلانو. تمت برمجة مباراة الإياب ليتم التنازع عليها لكن إنتر رفض المشاركة أكثر. تم إعلان فوز سانتوس.

## وصلات خارجية
- Gorgazzi، Osvaldo José؛ Pierrend، José Luis؛ Reis، Santiago (3 مايو 1999). "Recopa Intercontinental". مؤسسة إحصاءات وثيقة لرياضة كرة القدم. مؤرشف من الأصل في 2011-02-08. اطلع عليه بتاريخ 2011-03-17.